# Kowaszy
Kowaszy (ros. Коваши, też Кова́ш, Kowasz, fiń. Hevaanjoki) – rzeka w europejskiej części Rosji, w Ingrii, administracyjnie w obwodzie leningradzkim. Jej długość wynosi 38 km, a powierzchnia zlewni 612 km². Uchodzi do Zatoki Koporskiej, będącej częścią Zatoki Fińskiej, w Sosnowym Borze.
Powstaje z połączenia Czornej i Rudiczy.